# جیمی هالیوود
جیمی هالیوود (انگلیسی: Jimmy Hollywood) فیلمی در ژانر کمدی به کارگردانی بری لوینسون است که در سال ۱۹۹۴ منتشر شد.

## داستان
جیمی آلتو (پسکی) بازیگر ناکامی است که در لس آنجلس زندگی می‌کند. جیمی پس از افزایش ناامیدی از رفتن به زندگی حرفه ای خود و جرم و جنایت در شهر، به همراه بهترین دوست ویلیام (اسلاتر) «دور افتاده» تصمیم گرفت قانون را به دست خودش بگیرد.

## بازیگران
- جو پشی
- کریستین اسلیتر
- ویکتوریا آبریل
- جیسون بغه
- جیمز پیکنز جونیور
- بری لوینسون
- هریسون فورد
- ریچارد کیند